# Делестр, Симон
Симо́н Деле́стр (фр. Simon Delestre, род. 21 июня 1981, Мец) — французский всадник, его специализация — конкур, как индивидуально, так и в составе команды. В марте 2016 года он возглавил рейтинг Международной федерации конного спорта и стал третьим французом, занявшим первое место.

## Биография
Симон Делестре родился в Меце (Мозель) 21 июня 1981 года. Благодаря своему отцу Марселю Делестре, бывшему международному всаднику, он рано узнает о конкуре. Будучи ребёнком, он пробовал себя во многих видах спорта, но встреча с пони Панама дю Кассу вызвала в нём любовь к конному спорту и позволила ему достичь высоко уровня в данном виде спорта.
В 1999 году Симон выигрывает Чемпионат Франции среди юниоров, а затем он получает Бронзовую медаль в командном зачете на Чемпионате Европы среди юниоров с Эдди де Вилье.